# Puiu Hașotti
Puiu Hașotti (ur. 14 czerwca 1953 w Konstancy) – rumuński polityk i historyk, parlamentarzysta, w 2012 minister kultury.

## Życiorys
W 1976 ukończył historię na Uniwersytecie Bukareszteńskim. W latach 90. kształcił się w ramach stypendium Programu Fulbrighta na San Francisco State University. Doktoryzował się w 1995.
Od 1977 pracował w muzeach, w latach 1990–1996 był zatrudniony w inspektoracie ds. kultury w administracji okręgu Konstanca. W 1990 został wykładowcą na wydziale historii Universitatea Ovidius w Konstancy.
Działacz Partii Narodowo-Liberalnej. W latach 1996–2004 przez dwie kadencje sprawował mandat posła do Izby Deputowanych. W 2004, 2008 i 2012 wybierany w skład Senatu. W 2006 został przewodniczącym frakcji senackiej swojego ugrupowania. Od czerwca do grudnia 2012 sprawował urząd ministra kultury w pierwszym rządzie Victora Ponty.